# سليمان خان
سليمان خان (الفارسية: سليمان خان) كان دمية في يد الجوبانيين لعرش الإلخانات أثناء انهيار السلطة المركزية في بلاد فارس.

## الحياة
اسمه عند الولادة إلياس وهو من نسل حفيد يوشموت الابن الثالث للإلخان هولاكو. كان مثل الدمية الجلائرية جهان تيمور، فقد سقط أسلافه من صالح الدولة الإلخانية. خسر يوشموت مجلسه أمام أباقا في عام 1265 وتوفي في 18 تموز 1271. أُعدك ابن يوشموت وجد إلياس سوجاي بتهمة الخيانة ضد أرغون في عام 1289 م.
رُفِعَ إلياس إلى العرش حوالي شهر أيار عام 1339 على يد حسن كوجوك الجوباني وأُعطي لقب سليمان خان. ثم تزوج من ساتي بيك، التي كانت في السابق دمية إلخان حسن كوجوك على الرغم من أنه كان أصغر منها سنًّا. كان سليمان حاضرًا في معركة جغاتو ضد الجلائريين بقيادة حسن بزرك في حزيران 1340؛ وخرج الجوبانيون منتصرين. حوالي عام 1341، حاول السربادار تعزيز التحالف مع الجوبانيين، فقبلوا حسن كوجوك كحاكم لهم، واعترفوا أيضًا بسليمان كإلخان. خسر معركة ضد إريتنا بالقرب من سيواس في وقت لاحق.

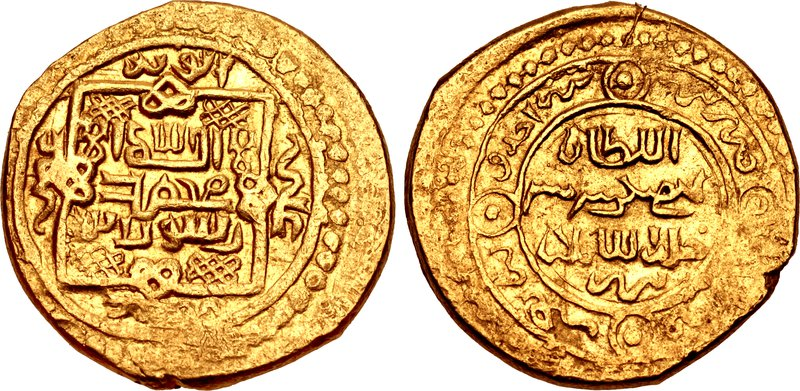
عملة ذهبية لسليمان خان. نعناع تبريز. يعود تاريخه إلى عام 741 هـ (1340-1م)

في عام 1343 اُغتيل حسن كوجوك واندلعت المنافسة على الخلافة بين ابن ساتي بيك، سورجان، وياغي باستي، ومالك أشرف. عندما هزم مالك أشرف سرجان واتهم سليمان بقتل حسن. كما جمع سليمان جزءًا من خزانة حسن كوجوك، مما أدى إلى عقد تحالف بين سورجان وساتي بيك وسليمان. ناشد سليمان حسن بزرك التدخل، فرافقه إلى تبريز. قام مالك أشرف بتربية دمية أخرى تدعى أنُوشيروان كإلخان جديد وركب إلى تبريز. وفي هذه الأثناء، سحب حسن بوزورج دعمه لسليمان. ففرّوا إلى ديار بكر، حيث استقر ابن أخ الحاج تقي إبراهيم شاه؛ وظلت العملاته المعدنية التي تمثل سليمان تُسك حتى عام 1345 م.